# نجوى جويلي
نَجوى جويلي (بالإسبانية: Nagua Alba)‏ أو نجوى ألبا (مدريد 1991-...)، إسبانية مِن أصل مِصري، فازت بِعضوية البَرلمان الإسباني عن مُقاطعة غيبوثكوا الواقعة في إقليم الباسك عن حزب بوديموس (رابِع قُوة سياسية في إسبانيا). وهيَ حاصِلة على ماجستير علم النفس التعليمي، وَتُعتبر أَصغر عُضو في البرلمان الإسباني، مِما يؤهلها لإدارة الجَلسة الافتتاحية حسب القانون الإسباني.

## حَياتُها

### الطُفولة والتعليم
سافرَ أَحمد جويلي (والدُها) حينَ كان في عشريناته مِن نوبة في مصر إلى مدينة مَدريد الإسبانية لِيُكمل تَعلم اللغة الإسبانية، التي كان قد بدأ تَعلمها في المركز الثقافي الإسباني في القاهرة عام 1990، ثُمَ بدأَ الدراسة في كُلية للسياحة وَالفندقة، بِجانب تنقله بين وَظائف مُتعددة لِيوفر مصروف دراسته وَعيشه، ثُمَ افتتح والدها أَحمد شَرِكَته الخاصة مَع أحد أصدقائه بعد أعوام من العمل في مجال السياحة فِي إسبانيا، وَالتي أخذت تتطور وَتتوسع في مجال السياحة وَالسفر في أوروبا، حتى أَصبح نائِباً لرئيس اتحاد غُرفة السياحة الإسبانية.
وُلدت نَجوى الجويلي فِي مدريد في إسبانيا عام 1991م وَذلكَ بعدَ سَفر والدِها إِلى إسبانيا بِعامٍ واحد، وَلكنها ترعرت في مدينة سان سيباستيان في شمال إسبانيا، وهيَ من أصول عربية مصرية من جهة الأب ومن أُم إسبانية تَقطن في مدينة سان سيباسيتان. تَخرجت نَجوى من قِسم علم النفس في جامعة الباسك، ثُمَ أَكملت دراسَتها العُليا في علم النفس التعليمي، وَهي مُتخصصة بعلم نفس الأطفال.
شاركَ والد نَجوى فِي ثَورة يناير، وَذلك من خلال تَنظيم مسيرات بِإسبانيا تَأييداً لِلثورة، ثُمَ عاد إلى مِصر لأَول مرة منذُ سَنوات، وبالرَغم مِن اهتمامه في تطوير صِناعة السياحة في مِصر، إِلا أَنَّ مُساهماته وَاقتراحاته قُوبِلَت بِرفضٍ مِن المَسؤولين فِي مِصر بِدون سَبب واضح، لِيعود بذلك إلى إسبانيا في عام 2013م.

### السِياسة
كانت نَجوى إحدى الشباب المؤسسين لِحزب بوديموس (نحنُ نَستطيع)، كَما أَنها عُضو بِرئاسة مَجلس الحَزب عن مُقاطعة الباسك وَعضو لَجنته المَركزية وَمسؤولة عن تواجد الحِزب في الشَبكات الاجتماعية وَالتواصل مع الأَحزاب الأُخرى.
وقد فازت نجوى مُؤخراً بِعضوية البَرلمان الإِسباني بِأَعلى عَدد أَصوات على مُستوى الدَولة بينَ كُل مرشحي الأحزاب، بَعد ترشحها عن جهة خيبوسكوا في إقليم الباسك مُمثلةً لحزب بوديموس اليساري التَوجه، حَيثُ ذَكرت في حسابها على تويتر بأنها تَمكنت من الفَوز بأكثر من 97 ألف صوت، لِتُصبح بِذلك أَول مصرية وعربية فِي برلمان إسبانيا وَأصغر نائبة فيه، مما يُؤهلها لإدارة الجَلسة الافتتاحية للبرلمان حسب نَص القانون الإسباني.

## من أَقوالها
- «لَقد شاركت في اليوم الأَول منذُ تأسس الحزب وأدركت أنه الأَداة التي يُمكن أَن تجلب التَغيير الذي تحتاج إليه مُؤسساتنا التي تَعمل من أجل أَقلية محظوظة وَحزب بوديموس يُريد أن يُعيدها إلى المواطِنين.»

## المَراجع

### روابط خارِجية
- "نجوى جويلي مصرية أول نائبة عربية تتولى رئاسة أول جلسة للبرلمان الإسباني". وَكالة سما الإخبارية. 22 ديسمبر 2015. مؤرشف من الأصل في 2019-12-14. اطلع عليه بتاريخ 20 فبراير 2016. {{استشهاد ويب}}: تحقق من التاريخ في: |تاريخ الوصول= و|تاريخ= (مساعدة)
- "أصغر عضو في البرلمان الاسباني… مصرية". صَحيفة القدس العَربي. 15 يناير 2016. مؤرشف من الأصل في 2016-01-17. اطلع عليه بتاريخ 20 فبراير 2016. {{استشهاد ويب}}: تحقق من التاريخ في: |تاريخ الوصول= و|تاريخ= (مساعدة)
- [أشهر 4 عربيات تبوأن مناصب مهمة في الحياة السياسية الأوروبية "أشهر 4 عربيات تبوأن مناصب مهمة في الحياة السياسية الأوروبية"]. روسيا اليوم. 14 يناير 2016. اطلع عليه بتاريخ 20 فبراير 2016. {{استشهاد ويب}}: تحقق من التاريخ في: |تاريخ الوصول= و|تاريخ= (مساعدة) وتحقق من قيمة |مسار= (مساعدة)
- "نجوى ألبا.. مصرية ترأس مجلس النواب الإسبانى". مؤسسة عيون. 14 يناير 2016. مؤرشف من الأصل في 2019-12-14. اطلع عليه بتاريخ 20 فبراير 2016. {{استشهاد ويب}}: تحقق من التاريخ في: |تاريخ الوصول= و|تاريخ= (مساعدة)
- "نجوى ألبا.. قضايا التعليم قادتها للبرلمان الإسباني". مها عمر - مترجمة وباحثة من مصر. 5 يناير 2016. مؤرشف من الأصل في 2019-12-14. اطلع عليه بتاريخ 20 فبراير 2016. {{استشهاد ويب}}: تحقق من التاريخ في: |تاريخ الوصول= و|تاريخ= (مساعدة)